# کاهش مالیات ژاپن
کاهش مالیات ژاپن (به ژاپنی: 減税日本) یک حزب سیاسی منطقه‌ای است که در ناگویا مستقر است و تحت رهبری شهردار ناگویا، تاکاشی کاوامورا قرار دارد. این حزب در آوریل ۲۰۱۰ توسط کاوامورا تأسیس شد. پس از مدت کوتاهی که چندین کرسی در مجلس ملی به دست آورد، حزب در سطح ملی با حزب فردای ژاپن در نوامبر ۲۰۱۲ ادغام شد و قبل از انحلال حزب در مه ۲۰۱۳، این ادغام پایان یافت. با این حال، کاهش مالیات ژاپن به عنوان یک حزب مستقل در سطح منطقه‌ای باقی ماند و همچنان در استان آیچی فعال است. علاوه بر کاوامورا، این حزب سیزده عضو در مجلس شهر ناگویا و سه عضو در مجلس استان آیچی دارد.
در اکتبر ۲۰۲۳، اعلام شد که حزب در سطح ملی با حزب محافظه‌کار ژاپن، که گرایش‌های فاشیسم راست‌گرا دارد، ادغام خواهد شد.

## تاریخ
حزب توسط تاکاشی کاوامورا، شهردار وقت ناگویا، تأسیس شد و در ۲۶ آوریل ۲۰۱۰ در کمیسیون انتخابات استان آیچی ثبت گردید. در کنفرانس خبری که در همان روز برگزار شد، کاوامورا بر این نکته تأکید کرد که بزرگ‌ترین کمکی که سیاستمداران می‌توانند به مردم ارائه دهند، کاهش مالیات است.
حزب برای نخستین بار در مه ۲۰۱۱ در مجلس ملی ژاپن نمایندگی پیدا کرد، زمانی که یوکو ساتو، نماینده منطقه انتخاباتی آیچی ۱ در مجلس نمایندگان، رسماً از حزب حاکم حزب دموکراتیک ژاپن (DPJ) استعفا داد. ساتو پیش از این، استعفای خود را در ماه مارس به‌منظور حمایت از نامزدهای حزب کاهش مالیات ژاپن در انتخابات شورای شهر ناگویا ثبت کرده بود، اما درخواست وی به‌دلیل بررسی‌های مسئولان حزب دموکراتیک ژاپن در خصوص اخراج او، معلق ماند.
در اوت ۲۰۱۲، دو نماینده دیگر از حزب حزب دموکراتیک ژاپن در مجلس نمایندگان، کوهی کوبایاشی از بلوک نمایندگی تناسبی توکیو و توشیاکی کوازومی از منطقه انتخاباتی آیچی ۳، از حزب جدا شده و به حزب کاهش مالیات ژاپن پیوستند. در ۳۱ اوت، این سه نماینده همراه با تومویوکی تائرا که در مجلس به‌صورت مستقل حضور داشت، بلوک انتخاباتی «کاهش مالیات ژاپن-هیآن» را در مجلس نمایندگان تشکیل دادند و کوازومی به‌عنوان رهبر آن انتخاب شد.
در اکتبر ۲۰۱۲، نمایندگان حزب دموکراتیک ژاپن آتسوشی کومادا (منطقه انتخاباتی اوساکا ۱) و توموهیکو میزو (بلوک نمایندگی تناسبی کانتو جنوبی) به حزب کاهش مالیات ژاپن پیوستند که باعث شد تعداد اعضای حزب در مجلس به پنج نفر برسد، که حداقل تعداد لازم برای ثبت به‌عنوان یک حزب سیاسی رسمی بود. در ۳۱ اکتبر ۲۰۱۲، حزب به‌طور رسمی با کاوامورا به‌عنوان رهبر ثبت شد. در ۱۳ نوامبر همان سال، تائرا که تا آن زمان مستقل بود، از بلوک انتخاباتی جدا شد و به حزب شما پیوست، که باعث تغییر نام بلوک به «کاهش مالیات ژاپن» گردید.
در ۲۲ نوامبر، حزب در سطح ملی با «حزب ضد-TPP، ضد هسته‌ای» که تنها سه روز پیش تأسیس شده بود، ادغام شد و «حزب کاهش مالیات، ضد-TPP، ضد هسته‌ای» را تشکیل داد. چند روز بعد، این گروه با حزب فردای ژاپن ادغام شد تا در انتخابات عمومی دسامبر ۲۰۱۲ شرکت کند.
حزب کاهش مالیات ژاپن پس از ادغام‌های ملی، همچنان در سطح منطقه‌ای به رهبری کاوامورا به فعالیت خود ادامه داد. در انتخابات محلی یکپارچه آوریل ۲۰۱۵، حزب ۱۲ کرسی از ۷۵ کرسی شورای شهر ناگویا را به‌دست‌آورد.
در ۱۷ اکتبر ۲۰۲۳، در نخستین کنفرانس خبری و جلسه حزبی حزب محافظه‌کار ژاپن که به تازگی تأسیس شده بود، اعلام شد که این حزب در سطح ملی با حزب محافظه‌کار ادغام خواهد شد و کاوامورا به‌عنوان معاون رئیس‌جمهور حزب محافظه‌کار منصوب خواهد شد.